# La sindrome di Stendhal
La sindrome di Stendhal è un film horror del 1996, diretto da Dario Argento, con protagonista Asia Argento.

## Trama
La poliziotta Anna Manni, della squadra romana antistupro, viene mandata dal suo superiore Manetti da Roma a Firenze per trovare un pericoloso serial killer che ha già stuprato e ucciso molte donne. Alla Galleria degli Uffizi la ragazza sviene davanti a un'opera di Bruegel (Caduta di Icaro), in preda alla Sindrome di Stendhal. È un ragazzo biondo, Alfredo, a prestare soccorso per primo ad Anna. In realtà questi non è altri che il maniaco omicida: in seguito infatti s'introduce nell'albergo dove la detective alloggia e la violenta. Anna si risveglia in una macchina, dove lo psicopatico violenta e uccide un'altra vittima. Anna riesce però a fuggire e viene ritrovata dai colleghi. Il trauma subito pare non scomparire dalla sua mente e Manetti le consiglia di rivolgersi ad uno psichiatra, Cavanna.
A casa la ragazza riceve la visita di Marco, suo fidanzato e collega, che è preoccupato per lei e la riempie di attenzioni, ma Anna, ancora scioccata, lo respinge con forza, e reagisce ai desideri sessuali del giovane tentando addirittura di violentarlo come se fosse diventata un uomo. Nel frattempo l'assassino trova un'altra vittima, la commessa di un negozio che, ignara, si fa sedurre da lui e viene uccisa. Anna poi racconta a Cavanna di avere dei gravi problemi e di essere diventata masochista, quindi il dottore le consiglia di tornare da suo padre e dai suoi fratelli a Viterbo, dov'è nata. Qui ha un flashback: ricorda infatti di essere svenuta bambina, dinanzi a un'opera d'arte del Museo etrusco, alla presenza della madre prematuramente scomparsa. Anche a Viterbo, Alfredo la raggiunge, la cattura e la violenta nuovamente, incatenandola in un letto allestito dentro una grotta presso la Cascata delle Marmore. Anna si risveglia e riesce a liberarsi dalle catene; quando l'aggressore torna nell'antro, lo ferisce a morte e lo spinge in acqua.
Tuttavia le ricerche della polizia non sortiscono alcun effetto: il corpo dell'uomo non viene trovato. Intanto Anna torna a Roma, dove incontra un ragazzo francese, Marie, con il quale vive una storia d'amore. Quando anche Marie viene ucciso si pensa che Grossi sia ancora vivo ma successivamente il corpo dell’uomo viene ritrovato in evidente stato di decomposizione. Marco lascia un messaggio nella segreteria di Anna, in quel momento con Cavanna, ma quando arriva da lei trova il dottore in un lago di sangue. Anna prima prova ad accusare Cavanna di aver ucciso Marie e di avere cercato di violentarla ma poi confessa di aver assassinato entrambi gli uomini, perché Grossi, ormai dentro di lei, glielo ha ordinato. Marco, sconcertato, prova a calmare la ragazza e a recuperare la pistola di lei ma viene ucciso anche lui.  La poliziotta viene ritrovata dai colleghi per strada in stato confusionale.

## Accoglienza
Il film ha ricevuto critiche prevalentemente negative: il sito aggregatore di recensioni cinematografiche Rotten Tomatoes riporta un indice di gradimento del 75%, basato su 12 recensioni con un voto medio di 6.3/10. Su Metacritic ha un punteggio di 42/100 su una media di 4 recensioni.

## Riconoscimenti
- 1996 – Ciak d'oro
  - Miglior attrice protagonista ad Asia Argento[3]